# POWER ROCK TODAY
『POWER ROCK TODAY』（パワー ロック トゥデイ）は、BAYFMで放送されているラジオ番組。略称は『PRT』。

## 概要
1989年10月のBAYFM開局時より放送を開始した、伊藤政則がDJを務めるロック専門番組。伊藤はBAYFMが正式に開局する前の試験放送も担当していた。
伊藤は1983年からラジオ日本で放送が開始された『ROCK TODAY』を担当していたが、同局が「会社の方針としてロックの番組を全部止める」という理由から1989年に同番組は突然終了。その後、プロデューサーであった吉崎四平がラジオ日本から後に開局したBAYFMに移籍することから、「半年くらい間が空くけど、そっちで『ROCK TODAY』をやろう。新たなスタートだから『POWER』をつけて『POWER ROCK TODAY』にして」という発言から、BAYFMにて当番組が始まったという。
毎年成人の日（1月第2月曜日）には特別番組『MAXIMUM POWER ROCK TODAY』が放送されている。